# سردور
سردور (به صربی: Sredor) یک منطقهٔ مسکونی در صربستان است که در ولاسوتینتسه واقع شده‌است. سردور ۲۰۱ نفر جمعیت دارد و ۵۰۴ متر بالاتر از سطح دریا واقع شده‌است.